# 개다래
개다래는 다래나무과의 낙엽이 지는, 넓은잎 덩굴나무이다.

## 생태
갈색 가지가 덩굴을 이루면서 뻗는다. 잎은 넓은 달걀 모양으로 가장자리는 톱니와 같이 되어 있는데, 여름에 잎 윗면이 반쯤 하얗게 되는 것이 특징이다. 꽃은 흰색으로, 6-7월경이 되면 1-3개가 달리는데, 마치 매화꽃과 비슷하며 5개의 꽃잎을 가지고 있다. 수꽃에는 여러 개의 수술이 있고, 암꽃에는 1개의 암술이 있으며 암술 머리는 갈라져 있다. 열매는 끝이 뾰족한 원기둥 모양의 장과로 길이는 3cm 정도이며, 8-9월경에 적황색으로 익는다.

### 분포
주로 깊은 산에서 자라며, 충청북도를 제외한 한국 각지에 분포하고 있다.

## 쓰임새
열매는 개다래라고 하여 식용·약용된다.